# John Cochrane
John Cochrane (4 de fevereiro de 1798 – 2 de março de 1878), foi um enxadrista escocês e advogado.  Foi um jogador amador, e seu auge foi no começo da Escola Romântica da história do xadrez.
Cochrane é o epônimo do Gambito Cochrane, uma variação da Defesa Petrov com os movimentos 1.e4 e5 2.Cf3 Cf6 3.Cxe5 d6 4.Cxf7.  Ele também descobriu a Defesa Cochrane, um método para empatar num final com torre contra torre e bispo.
O Gambito Cochrane, em resposta ao gambito do rei aceito, tem os movimentos 1.e4 e5 2.f4 exf4 3.Cf3 g5 4.Bc4 g4 5.Ce5 Dh4+ 6.Rf1 f6.